# 川西沙参
川西沙参（学名：Adenophora aurita）为桔梗科沙参属的植物，是中国的特有植物。分布于中国大陆的四川等地，生长于海拔2,100米至3,250米的地区，见于林缘、山坡草地或灌丛中，目前尚未由人工引种栽培。